# Batrakov
Batrakov je priimek več oseb:
- Matvej Stepanovič Batrakov, sovjetski general
- Peter Kapitonovič Batrakov, sovjetski general
- Vladimir Pavlovič Batrakov, ruski astronom